# Rezerwat przyrody Łęgi koło Słubic
Rezerwat przyrody Łęgi koło Słubic – leśny rezerwat przyrody w województwie lubuskim, w powiecie słubickim, w gminie Słubice.

## Podstawa prawna
Nr rej. Woj. – 50

### Akt prawny obejmujący rezerwat ochroną
- Rozporządzenie Wojewody Lubuskiego Nr 11 z dnia 23 kwietnia 2003 r. w sprawie uznania za Rezerwat Przyrody (Dziennik Urzędowy Województwa Lubuskiego Nr 25 z dnia 30 kwietnia 2003 roku, poz. 496)[3]

### Inne akty prawne
- Zarządzenie Nr 61 Regionalnego Dyrektora Ochrony Środowiska w Gorzowie Wielkopolskim z dnia 5 grudnia 2011 r. w sprawie rezerwatu przyrody „Łęgi koło Słubic” (Dziennik Urzędowy Województwa Lubuskiego Nr 139, poz. 2901)
- Zarządzenie Regionalnego Dyrektora Ochrony Środowiska w Gorzowie Wielkopolskim z dnia 25 października 2018 r. w sprawie rezerwatu przyrody „Łęgi koło Słubic” (Dziennik Urzędowy Województwa Lubuskiego z 2018 r. poz. 2466)

## Położenie
- Województwo		– lubuskie
- Powiat		– słubicki
- Gmina			– Słubice
- Obr. ewidencyjny	– Świecko, Nowy Lubusz, miasto Słubice.

## Właściciel, zarządzający
Skarb Państwa w zarządzie Nadleśnictwa Rzepin

## Powierzchnia pod ochroną
376,19 ha (akt powołujący z 2003 roku podawał 397,94 ha)

## Opis przedmiotu poddanego ochronie
W skład rezerwatu „Łęgi koło Słubic” wchodzą dwa kompleksy lasów łęgowych – południowy i północny. Kompleks południowy stanowi zwarty obszar lasów leżący ok. 1 km na południe od Słubic i zajmuje całą szerokość doliny o powierzchni 120 ha. Kompleks północny ma charakter bardziej wydłużony, rozciąga się między Słubicami a Nowym Lubuszem.
Obszary te stanowią mozaikę lasów łęgowych dominacja dębu szypułkowego, śródleśnych łąk i polan, oraz niewielkich starorzeczy. Stanowi jeden z większych kompleksów ekosystemów chronionych w zachodniej Polsce. Szata roślinna obiektu jest typowa dla dużej doliny rzecznej. W części południowej jest to fitokompleks lasów i zarośli łęgowych, w części północnej – kompleks lasów łęgowych, mannowisk, mozgowisk, płatów wiklin nadrzecznych, łęgu wierzbowego i fragmentu łęgu jesionowego. Na terenie rezerwatu zanotowano występowanie 111 gatunków roślin naczyniowych z 21 zbiorowisk roślinnych, w tym gatunki objęte ochroną prawną. Stwierdzono występowanie 48 gatunków ptaków z liczną populacją dzięcioła średniego.

## Ochrona
Celem ochrony rezerwatu jest zachowanie ze względu na szczególne wartości przyrodnicze lasów łęgowych o cechach naturalnych wraz z charakterystycznymi gatunkami roślin i zwierząt, a także utrzymanie ciągłości spontanicznie zachodzących naturalnych procesów przyrodniczych w obszarze.
Według obowiązującego planu ochrony ustanowionego w 2015 roku (z późniejszymi zmianami), obszar rezerwatu objęty jest ochroną czynną.
Rezerwat położony jest w granicach dwóch obszarów sieci Natura 2000: obszaru specjalnej ochrony ptaków „Dolina Środkowej Odry” PLB080004 oraz specjalnego obszaru ochrony siedlisk „Łęgi Słubickie” PLH080013.